# Leichtathletik-Europameisterschaften 1998/10.000 m der Frauen

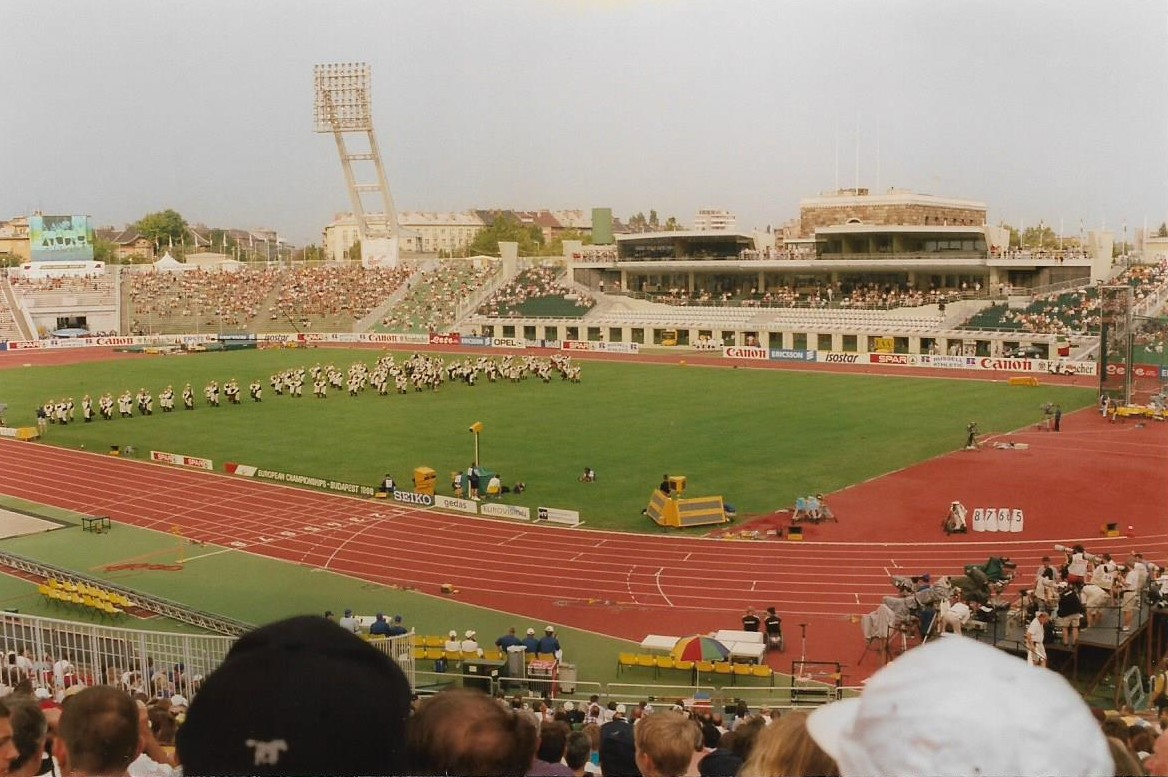
Das Népstadion von Budapest im Jahr 1998

Der 10.000-Meter-Lauf der Frauen bei den Leichtathletik-Europameisterschaften 1998 wurde am 19. August 1998 im Népstadion der ungarischen Hauptstadt Budapest ausgetragen.
Europameisterin wurde die irische 3000-Meter-Europameisterin von 1994 und 5000-Meter-Weltmeisterin von 1995 Sonia O’Sullivan, die vier Tage später auch den Titel über 5000 Meter errang.
Die portugiesische Titelverteidigerin, Olympiasiegerin von 1996, Weltmeisterin von 1995 und Vizeweltmeisterin von 1997 Fernanda Ribeiro gewann die Silbermedaille.
Bronze ging an die Rumänin Lidia Șimon.

## Rekorde

### Bestehende Rekorde
| Weltrekord           | 29:31,78 min | Wang Junxia        | Peking, Volksrepublik China  | 8. September 1993 |
| Europarekord         | 30:13,74 min | Ingrid Kristiansen | Oslo, Norwegen               | 5. Juli 1986      |
| Meisterschaftsrekord | 30:23,25 min | Ingrid Kristiansen | EM Stuttgart, BR Deutschland | 30. August 1986   |

Der bestehende EM-Rekord wurde bei diesen Europameisterschaften nicht erreicht. Mit ihrer Siegzeit von 31:29,33 min blieb die irische Europameisterin Sonia O’Sullivan 1:06,08 min über dem Rekord. Zum Europarekord fehlten ihr 1:15:59 s, zum Weltrekord 1:57,55 min.

### Rekordverbesserung
Es wurde ein neuer Landesrekord aufgestellt:

31:34,26 min – Olivera Jevtić (Jugoslawien), Rennen am 19. August

## Durchführung
Wie auf der längsten Bahndistanz üblich gab es keine Vorrunde, alle siebzehn Teilnehmerinnen starteten in einem gemeinsamen Finale.

## Legende
| DNF | Wettkampf nicht beendet (did not finish) |

## Resultat
19. August 1998
| Platz | Name                 | Nation         | Zeit (min)  |
| ----- | -------------------- | -------------- | ----------- |
| 1     | Sonia O’Sullivan     | Irland         | 31:29,33    |
| 2     | Fernanda Ribeiro     | Portugal       | 31:32,32    |
| 3     | Lidia Șimon          | Rumänien       | 31:32,64    |
| 4     | Olivera Jevtić       | BR Jugoslawien | 31:34,26 NR |
| 5     | Paula Radcliffe      | Großbritannien | 31:36,51    |
| 6     | Julia Vaquero        | Spanien        | 31:46,47    |
| 7     | Annemari Sandell     | Finnland       | 32:22,50    |
| 8     | Irina Mikitenko      | Deutschland    | 32:30,67    |
| 9     | María Luisa Larraga  | Spanien        | 32:37,10    |
| 10    | Ljudmila Biktaschewa | Russland       | 32:37,64    |
| 11    | Maria Guida          | Spanien        | 32:39,16    |
| 12    | Anikó Kálovics       | Ungarn         | 33:09,87    |
| 13    | Hilde Hovdenak       | Norwegen       | 33:11,88    |
| 14    | Helena Javornik      | Slowenien      | 33:16,40    |
| DNF   | Alla Schiljajewa     | Russland       |             |
| DNF   | Lidija Wassilewskaja | Russland       |             |
| DNF   | María Abel           | Spanien        |             |

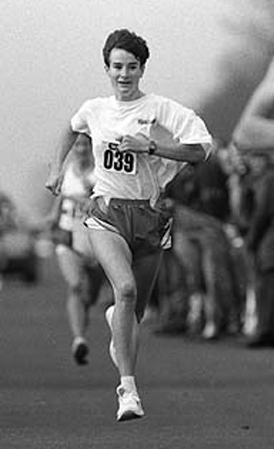
Doppeleuropameisterin über 5000 und 10.000 Meter Sonia O’Sullivan, 1995 Weltmeisterin und 1994 3000-Meter-Europameisterin

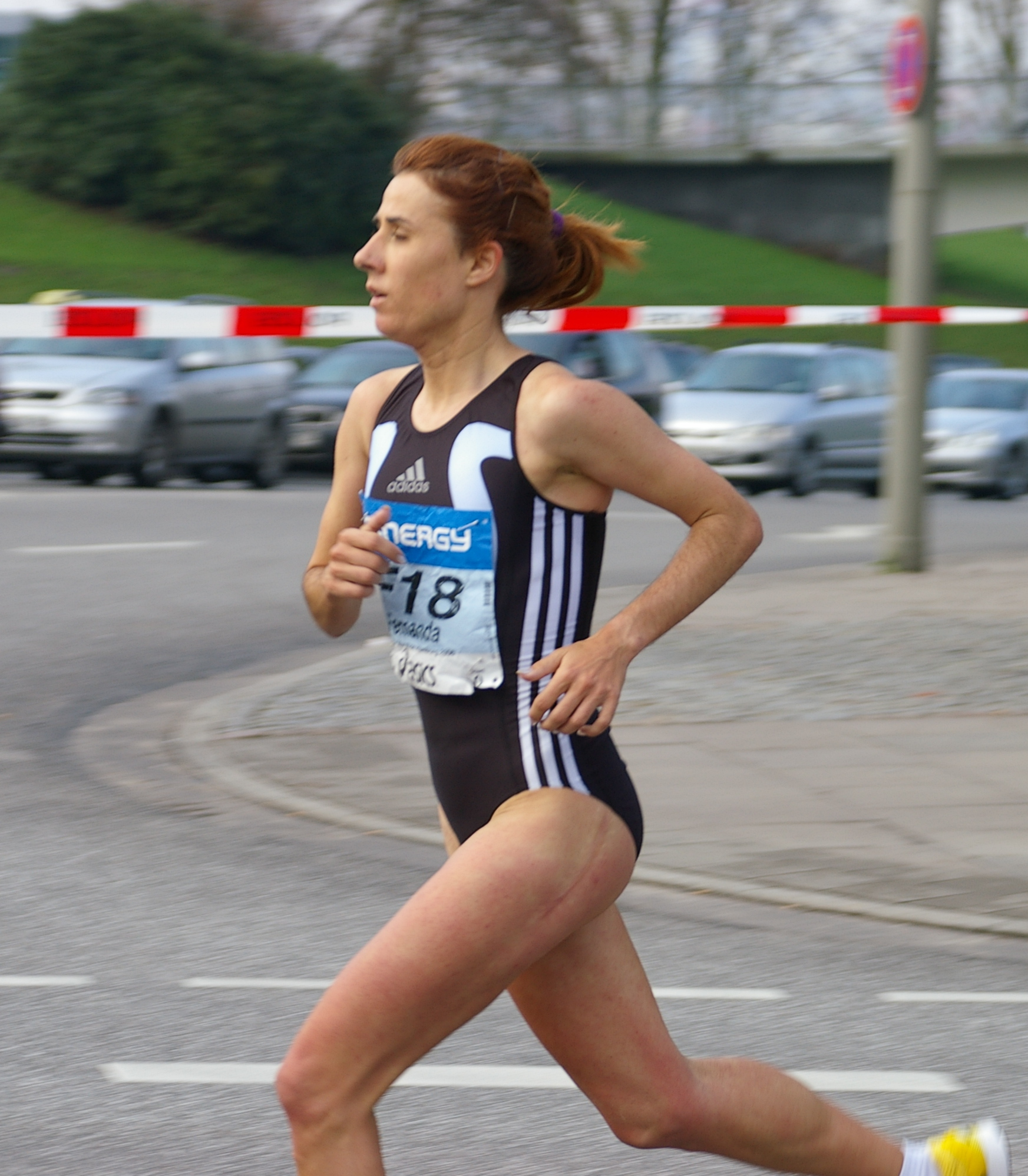
Die Silbermedaille ging an Titelverteidigerin Fernanda Ribeiro, 1996 Olympiasiegerin, 1995 Weltmeisterin und 1997 Vizeweltmeisterin
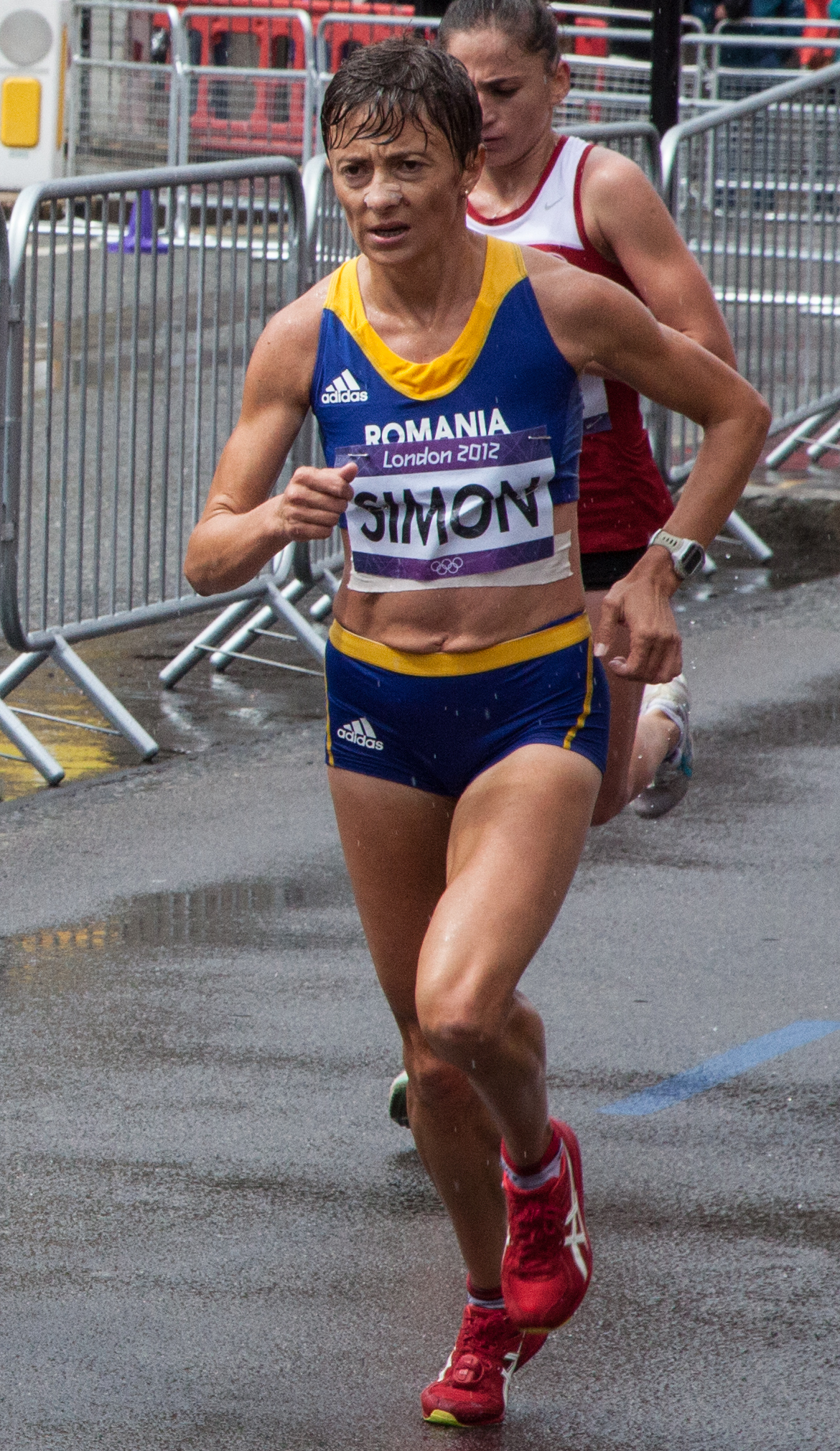
Bronzemedaillengewinnerin Lidia Șimon
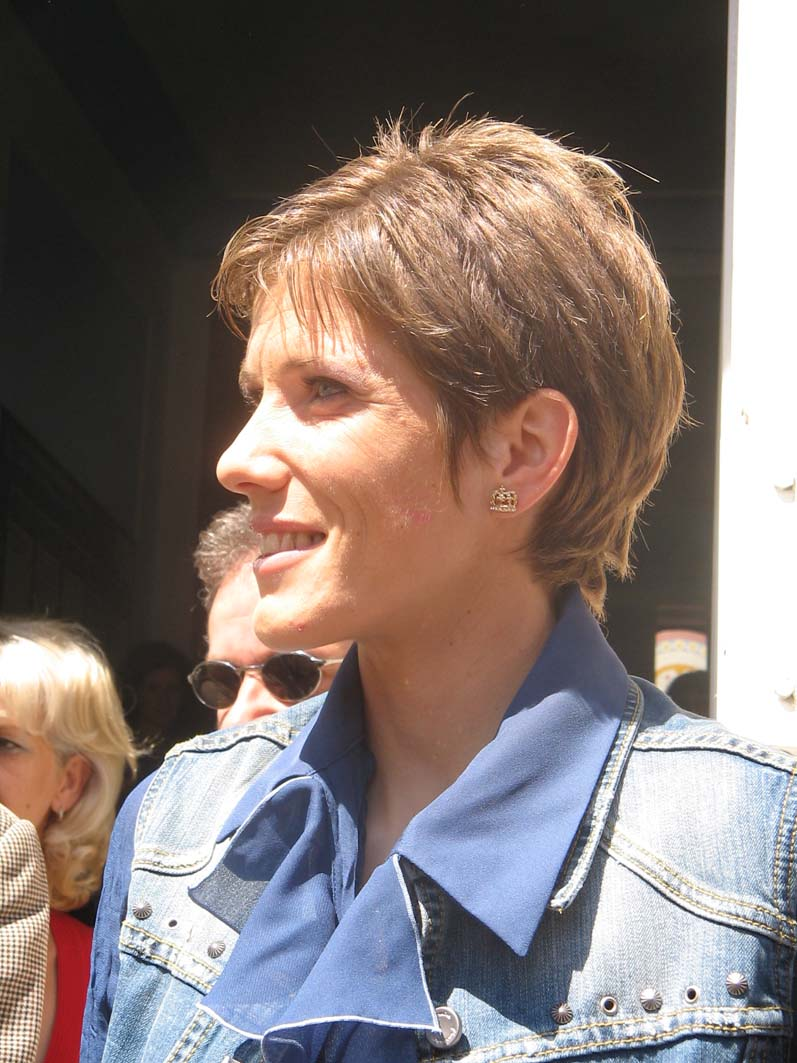
Olivera Jevtić stellte einen neuen jugoslawischen Rekord auf und kam wie auch später über 5000 Meter auf den vierten Platz

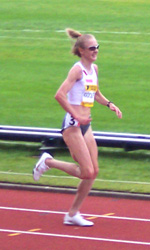
Paula Radcliffe – in den kommenden Jahren eine der führenden Langstreckenläuferinnen weltweit, unter anderem Europameisterin 2002 auf dieser Strecke – belegte Rang fünf
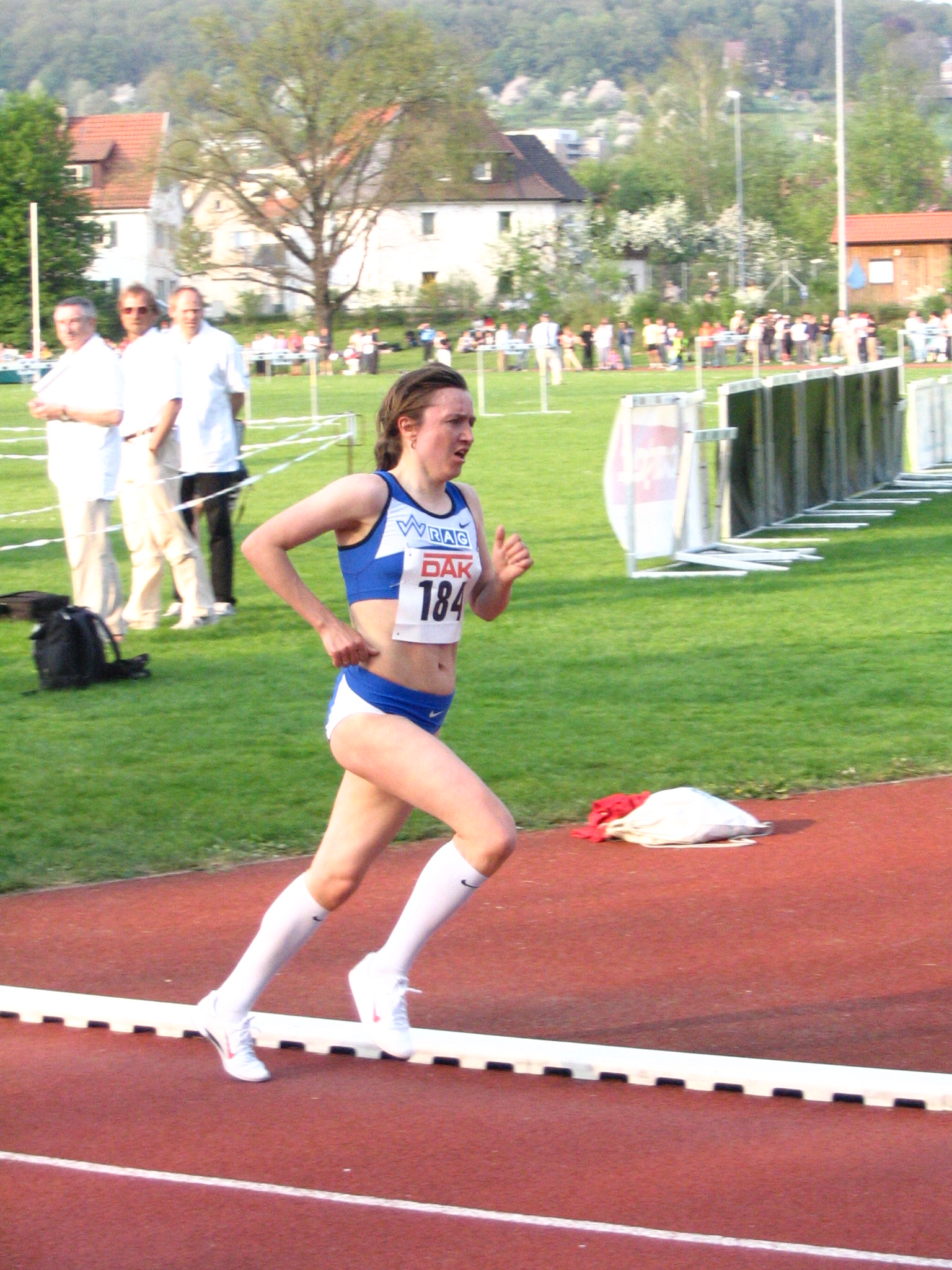
Irina Mikitenko wurde Achte in diesem Finale
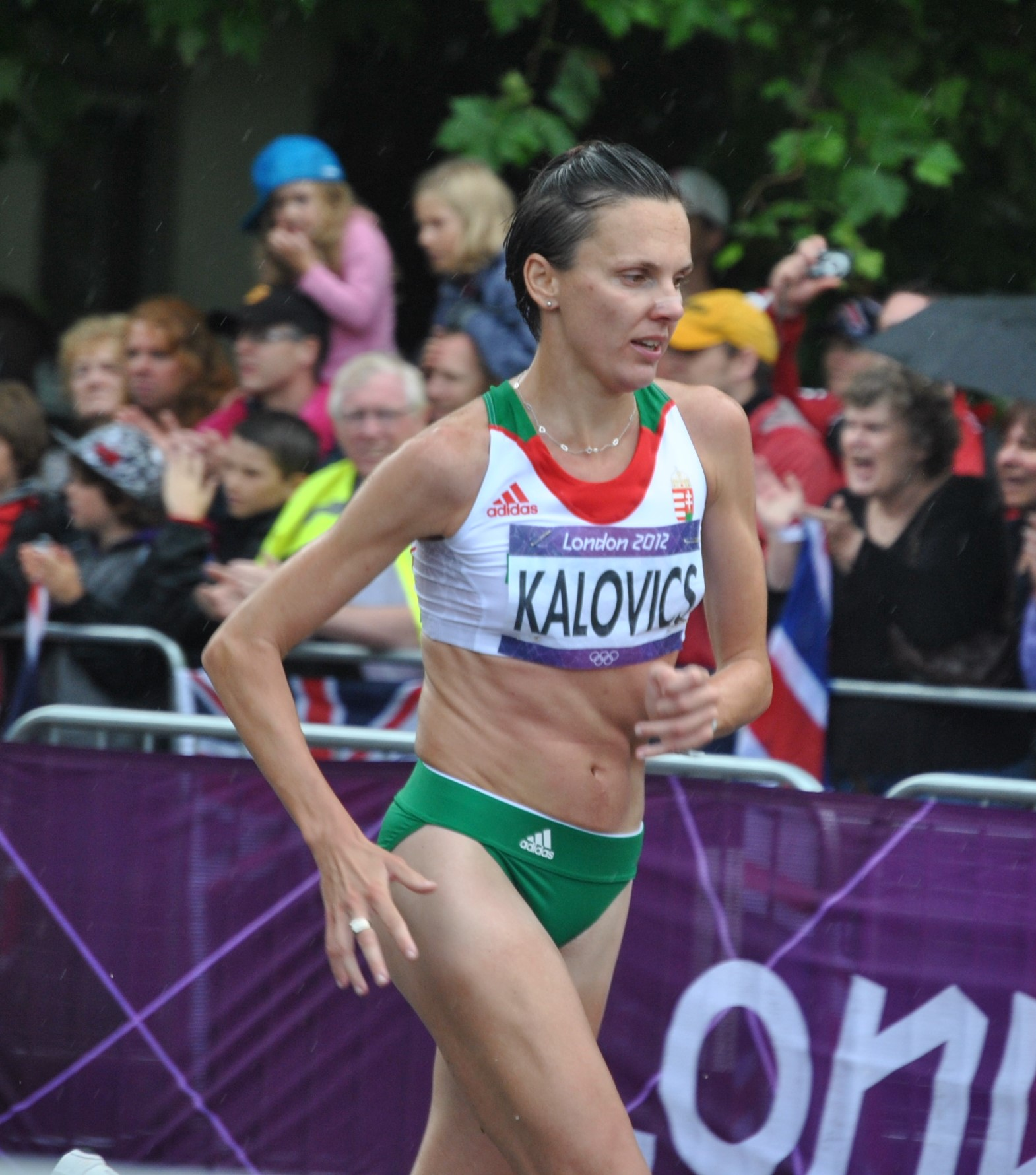
Anikó Kálovics erreichte Platz zwölf
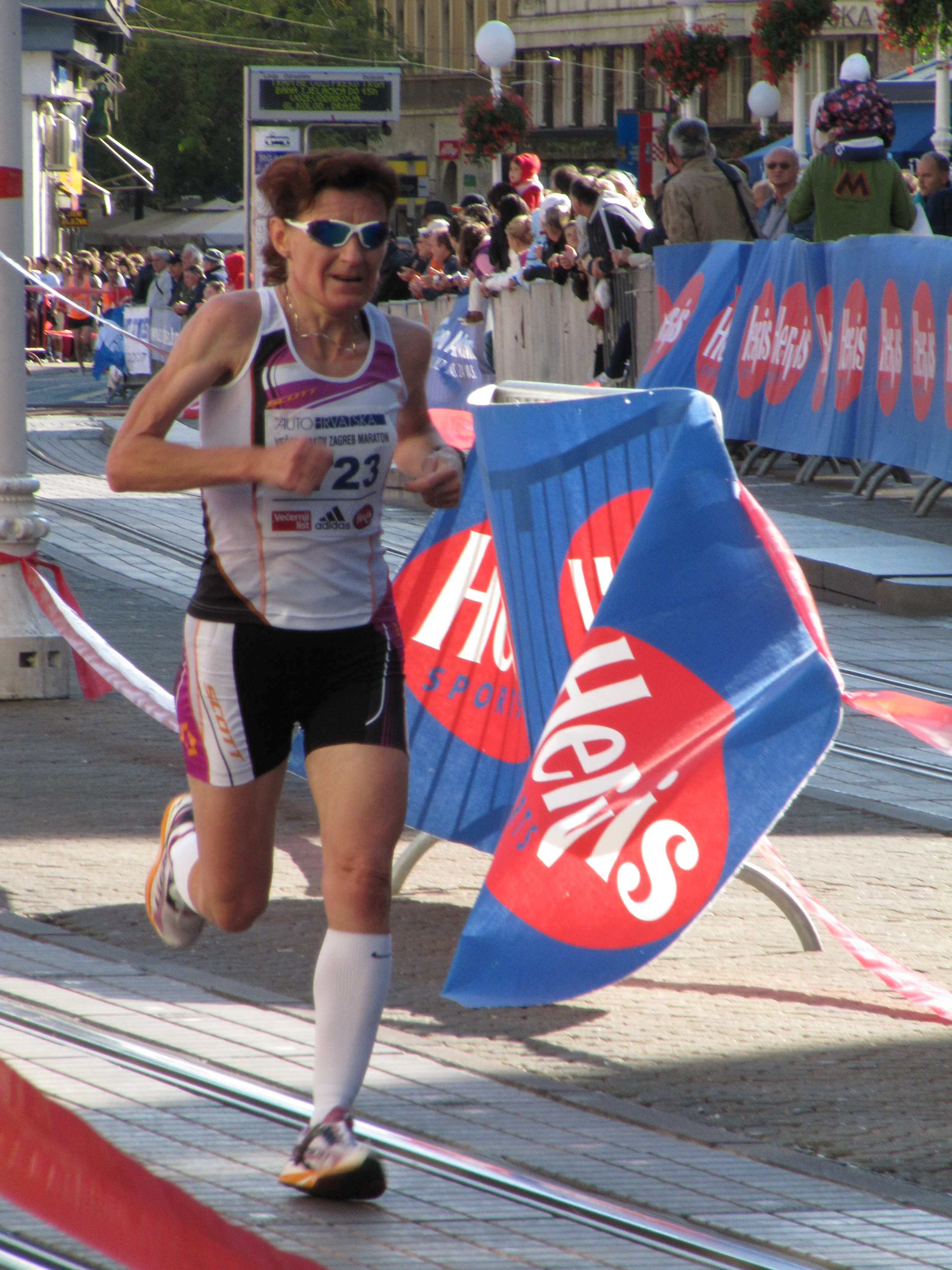
Helena Javornik wurde Vierzehnte

## Videolinks
- European Champs 10,000m final - Budapest 1998, youtube.com, abgerufen am 10. Januar 2023
- Women's 10,000m European Champs Budapest 1998, youtube.com, abgerufen am 10. Januar 2023
- Sonia O'Sullivan 1998 European Championship 10000m & 5000m double Gold, youtube.com, abgerufen am 10. Januar 2023